# أوسكار بارني فين
أوسكار بارني فين (بالإسبانية: Oscar Barney Finn)‏ هو كاتب سيناريو ومخرج أرجنتيني، ولد في 28 أكتوبر 1938 في بوينس آيرس في الأرجنتين.

## وصلات خارجية
- أوسكار بارني فين على موقع IMDb (الإنجليزية)
- أوسكار بارني فين على موقع أول موفي (الإنجليزية)
- أوسكار بارني فين على موقع قاعدة بيانات الفيلم (الإنجليزية)
- أوسكار بارني فين على موقع كينوبويسك (الروسية)